# ボーグ・キューブ
ボーグ・キューブ（英: Borg cube）は、アメリカのSFドラマ『スタートレック』シリーズに登場する架空の宇宙艦の艦種である。ボーグ集合体に所属する。

## 概要
艦姿は一辺が3kmもある巨大な立方体で、雑多で無骨な機械部品を寄せ集めたかのような不気味な艦である（ボーグは多種多様な種族の艦や機関をビームで切って組み立てる）。キューブは約1万 - 5万人のボーグドローンを擁し、通常のワープドライブにおける巡航速度はワープ8、最高速度はワープ9.99。さらにはトランスワープ能力があり、通常のワープドライブの20倍から数千倍の速度での航行が可能である。ボーグ集合体の科学技術力は惑星連邦のそれをはるかに凌駕している。
船体外壁がなく内部構造が剥き出しで、フォースフィールドを張って気密を保っているが、VOYに登場する「クラス4戦略キューブ」は分厚い船体外壁を持つ。ブリッジや機関部といった特定の部署を持たず、艦の設備が画一化されているため、かなりのダメージを受けても通常通り機能する。艦内は気圧3キロパスカル、摂氏40℃とかなり暑い。
単艦で一般的な宇宙船数十隻分に匹敵する戦闘力を持っており、撃沈は容易ではなく、惑星連邦の宇宙艦隊は、たった1隻のボーグ・キューブによって、編成した迎撃艦隊を2度壊滅状態にされる。多くの場合は1隻送り込むだけでひとつの文明を滅ぼすことが可能だが、エル・オーリア人やU.S.S.ヴォイジャーが遭遇した異星人アートゥリスの故郷に対して行うように、艦隊を組んで標的の星を襲い、一息に空間戦力を排除したあと、服従を迫るという戦術をとることもある。なお、艦毎の個別の名称はなく、すべて番号で識別される。また、内部にボーグ・スフィアを1隻搭載している。
『スタートレック:ピカード』シーズン1の6話"不可能の箱(The Impossible Box)"にてボーグクィーンの部屋が登場し、緊急時の脱出用装置としてシカリス人から同化した空間トラジェクターが装備されている事が判明した。

### 推進力
多くの宇宙船が船首方向にしかワープ航行で進めないのに対し、船体各部に複数のワープフィールド・コンジットが分散配置されているため、上下前後左右あらゆる方向に向かってワープ可能である。通常のワープドライブでも最大でワープ9.99という速度を出すことができるが、ボーグ艦にはトランスワープチューブを作り出すトランスワープコイルが搭載されており、光速の百万倍以上の速度を出すことができる。トランスワープチューブはボーグ艦が自分自身で能動的に作る形式と、惑星間マニフォルドを使ってあらかじめ設置しておく形式があるが、ボーグはおもに後者を好む。これはトランスワープコイルが2 - 3万光年の推進で摩耗するためである。

### 武装
ディスラプター砲、中性子魚雷、ボーグシールドで武装。ボーグシールドは特定の周波数に適応して、以後その攻撃を完全無効化させる独特の仕様で（通常のシールドは特定の周波数のみ通過させる）、多少の損害を被ったあとは無敵の防御力を持つことになる。スキャンビームはポーラロンベースである。船体はトリタニウム合金製で、惑星連邦のものより強力なアブレーティブ装甲がされており、ボーグシールドとの併用で連邦のフェイザーではひっかき傷程度しかつけることはできない。